# Scheepswerven in Monnickendam
Scheepshellingen in Monnickendam staan al vermeld in stukken vanaf 1561. Zeker vijf hellingen lagen aan de oostelijke zijde van de Havenstraat tussen de Moordsteeg en de Brugstraat. Ook verwante ambachten zoals scheepssmeden, touwslagers, houthandelaren en zeilen- en mastenmakers hadden zich in dit gebied gevestigd. Het verging niet alle werven even goed. In 1688 werden er nog twee genoemd, een aan het Prooijen ter hoogte van de Grotenoord en een aan de haven op de locatie waar zich nu de werf van Hakvoort bevindt. Deze werven zijn actief gebleven tot in de 20e eeuw. De werf van Hakvoort is nog steeds in bedrijf. Het verhaal van de Monnickendammer scheepsbouw is een verhaal waarin vijf families domineren en twee locaties sinds de 17e eeuw favoriet zijn. De werven zijn soms in handen van de familie, dan worden ze weer gesplitst en kennen verschillende eigenaren.

## Geschiedenis
Claes Huijbertz Visser kocht de werven aan ’t Prooijen (1693) en aan de Havenstraat (1726). Grietje Sijmons Cramer, zijn weduwe, verkocht de werven vier jaar na de dood van Claes in 1732 aan hun zonen Huijbert en Sijmon Visser. Zij bleven zonder opvolgers. Hun zus Stijntje Claesdochter Visser trouwde met Cornelis Jansz Kater, zoon van een smid en slotenmaker en ijkmeester van Monnickendam. Hun kinderen Claes en Sijmon Kater volgden de ooms op als werfbazen. Claes Cornelisz Kater was eigenaar van het Prooijen. Hij verliest de werf als hij in 1796 wordt verbannen wegens prinsgezindheid. Sijmon Cornelisz Kater werd eigenaar van de grote werf aan de Havenstraat.
Naast de helling van Sijmon vestigde scheepstimmerbaas Cornelis Bun in 1742 een schuitenmakerij ter hoogte van de Grietscheeljannensteeg. De werf floreerde niet en werd na 12 jaar verkocht aan de familie Gras. Pieter Sijmonsz Kater op zijn beurt kocht deze werf in 1803 en verdubbelde daarmee de omvang van zijn werf aan de haven, de ‘grote werf’. Pieter en later zijn weduwe Geertje Raggers brengen de werven aan de Haven en ‘t Prooijen in 1820 weer in een (familie) hand. Geertje breidt ze nadien ook nog uit. Tussentijds beheert de broer van Pieter nog een derde kleine helling aan Havenstraat.
Aan de Nieuwe Zijds Burgwal exploiteerde de familie Engel een schuitenmakers helling tussen 1729 en 1791 waarna de werf overgaat in handen van de familie Gras.
Een opname, op gezag van Koning Lodewijk Napoleon, van de bedrijvigheid in het land en dus ook in Monnickendam, spreekt van zes werven waarvan er vijf noodlijdend zijn. De kosten van hout en het verbod op zeevisserij in verband met het continentaal stelsel waren debet aan de malaise.
Er was sprake van een kwijnende werf voor pramen, gondels en vaartuigen met als eigenaar Grietje Cornelisdochter Blaauw, weduwe van Cornelis Sijmonsz Kater. Deze werf lag aan de Havenstraat tegenover de Moordsteeg. Daarnaast meldde de rapportage een grote werf aan de Havenstraat van Pieter Cornelisz Kater en twee kleinere noodlijdende werven van Hendrik Ottens en Klaas Hondius, beide werven lagen aan ’t Prooijen op het terrein met kadaster nummer 430 dat later in handen komt van Gebroeders Kater. Ook de namen van Jan Gras Sr. die zijn werf in 1803 verkocht aan Pieter Sijmonsz Kater en de schuitenmakershelling van Frederik Engel aan de Nieuwe Zijds Burgwal worden nog genoemd. Beide werven zijn zieltogend.
Eind 1826 en begin 1827 kochten de vier gebroeders Kater, Gerrit, Klaas, Cornelis en Jan, de twee scheepstimmerwerven links en rechts van de mond van de Monnickendamse haven van hun moeder Geertje Raggers. De werven bleven onder een bewind tot 1850, toen een boedelscheiding plaatsvond. Jan Pieterszn Kater verwierf de werf aan de haven, Cornelis Pieterszn die aan het Prooijen.

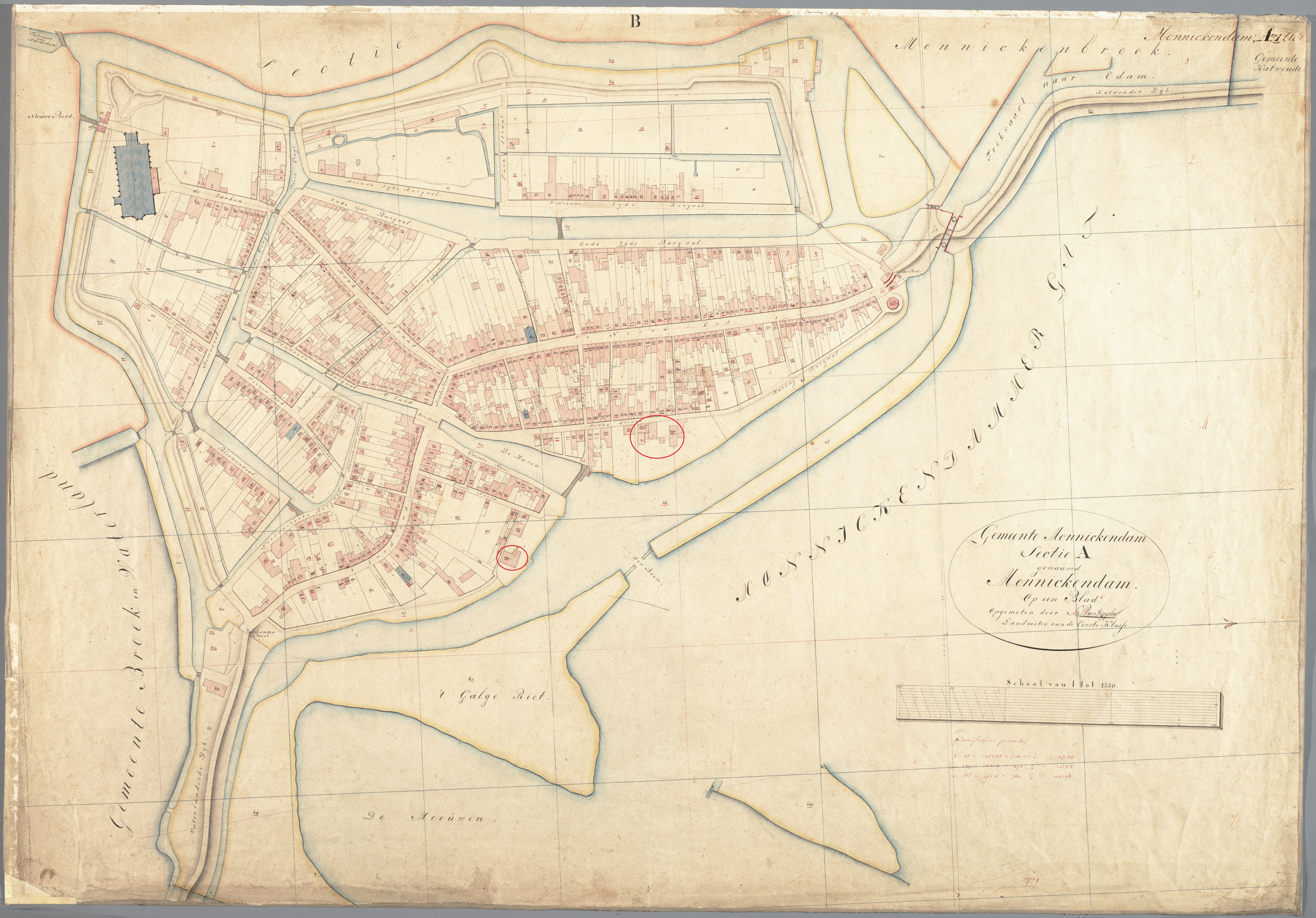
Werven van familie Kater rond 1830 met links die aan 't Prooijen en rechts die aan de Havenstraat. Minuutplankaart van Monnickendam. Rijksdienst voor het Cultureel Erfgoed MIN07072A01

De grote werf aan de haven was in 1890 nog van de firma Gebr. Kater (Pieter Danszoon en Lodewijk Paulus). De kleinere werf, een schuitenmakerij op 't Prooijen aan het einde van de Grootenoord, was eigendom van Klaas Corneliszn Kater. De werf bouwde vooral visserschepen, maar ook wel binnenvaartschepen (6). Klaas, die overlijdt in 1898, was de laatste 'Kater' op de scheepswerf aan 't Prooijen, want hij had alleen een dochter Geertje, geboren in 1843. Geertje Kater trouwde in 1864 met Cornelis de Haas. Cornelis assisteerde Klaas sinds zijn trouwjaar op de werf. Het echtpaar de Haas kreeg 2 kinderen: Klaas (de latere scheepsbouwmeester) geboren in 1869 en Gerritje van 1872. Schoonzoon Cornelis de Haas trad in de negentiger jaren op als gemachtigde. De Haas bouwde net als Klaas Kater vooral vissersschepen zoals botters. Na de dood van Cornelis in 1913 zet zijn zoon Klaas Cornelisz de Haas het bedrijf voort.
Klaas Cornelisz de Haas wordt in 1922 aangesteld als inspecteur van de kredietvereniging voor de Zuiderzee. Daarom besluit hij om zijn scheepswerf aan 't Prooijen te verkopen aan Willem van Goor, scheepsbouwmeester te Kampen. Klaas overlijdt in 1935, ongehuwd, in Monnickendam. De werf van Van Goor bouwt in aanvang botters legt zich al spoedig toe op de bouw van stalen schepen zoals schouwen en bouwt in 1934 het prototype van de Marker rondbouw en levert tussen tot 1947 18 schepen van dit type. Van Goor blijft actief tot begin jaren tachtig van de 20e eeuw. Hij bouwde vooral binnenvaartschepen.
Pieter Janszn Kater (Pieterbaas genoemd), die tot aan zijn dood in 1903 scheepsbouwmeester is aan de grote werf, heeft geen kinderen. Zijn weduwe Maria Hendrika Spruit met wie hij sinds 15 nov. 1883 (dus op latere leeftijd) was getrouwd, regelt de zaken. Er is op de werf een naamgenoot aanwezig. Hij heet Dirk Kater, een ver familielid. Pieterbaas heeft hem in 1884 aangenomen als 'pikrotje' (allerjongste hulpje op de helling), Dirk is dan 11 jaar. In 1904 wordt hij eigenaar van de werf. Dirk Kater bouwt vooral vissersschepen, maar ook wel binnenvaartschepen.
In 1919 krijgt Dirk Kater de kans de werf aan de haven, die vooral botters vervaardigt, te verkopen aan de gebroeders Hakvoort van Urk. Dirk blijft nog enkele jaren aan als bedrijfsleider (tot 1926), waarna de gebroeders Hakvoort de werf volledig overnemen. Na de Tweede Wereld Oorlog legt de werf zich toe op de vervaardiging van binnenvaartschepen, vanaf de jaren tachtig betreft het jachten.
| van     | tot   | naam                                                                            | eigenaar                                                                        |
| ------- | ----- | ------------------------------------------------------------------------------- | ------------------------------------------------------------------------------- |
| 1632    | 1688  | aan 't Prooijen aan het einde van de Grootenoord                                | Claes Huijbertsz Coolman en nazaten                                             |
| 1688    | 1693  | aan 't Prooijen                                                                 | Evert Martensz Verwer                                                           |
| 1693    | 1780  | aan 't Prooijen                                                                 | Claes Hubertsz. Visser en nazaten                                               |
| 1726    | 1742  | schuitenmakershelling aan t Prooijen rechts van de werf van familie Visser      | Cornelis Claesz Bun                                                             |
| 1742    | 1791  | schuitenmakershelling aan t Prooijen                                            | Vrederick Engel en kinderen                                                     |
| 1780    | 1796  | aan 't Prooijen                                                                 | Claes Cornelisz Kater                                                           |
| 1796    | 1820  | aan 't Prooijen                                                                 | Thamis Visser > kinderen Visser                                                 |
| 1791    | 1796  | schuitenmakershelling aan t Prooijen                                            | Cornelis Gras verkoopt aan Klaas Hondius                                        |
| 1796    | 1818  | schuitenmakershelling aan t Prooijen                                            | Klaas Hondius verkoopt aan Pieter Sijmonsz Kater                                |
| 1820    | 1898  | aan 't Prooijen, gecombineerde werf Kadaster perceel 430                        | Geertje Raggers weduwe van Pieter de Kater bracht de werf weer in familie bezit |
| 1898    | 1922  | aan 't Prooijen                                                                 | Cornelis de Haas en nazaten                                                     |
| 1922    | 1982  | t Prooijen Scheepswerf en machinefabriek Van Goor                               | Willem van Goor                                                                 |
| 1679    | 1687  | Aan de haven                                                                    | Cornelis Sijmonsz Schuitemaecker                                                |
| 1687    | 1726  | Aan de haven                                                                    | via Familie Keleman aan Pieter Jansz Doncker                                    |
| 1726    | 1780  | Aan de haven                                                                    | Claes Huijbertsz Visser en opvolgers binnen familie                             |
| 1780    | 1919  | Aan de haven (kadaster perceel 393a)                                            | Sijmon Kater en nazaten                                                         |
| 1742    | 1754  | (nieuwe) tweede helling aan de haven                                            | Cornelis Claesz Bun                                                             |
| 1754    | 1803  | tweede helling aan de haven                                                     | Familie Gras                                                                    |
| 1803    | 1826  | tweede helling samengevoegd met de Grote werf aan de Havenstraat (kadaster 393) | Pieter Sijmonsz Kater                                                           |
| 1826    | 1919  | Aan de haven, gecombineerde werf                                                | Familie De Kater                                                                |
| 1852    | 1919  | Uitbreiding aan de haven                                                        | Jan Pieterz Kater                                                               |
| 1919    | heden | Aan de haven "Vigilante"                                                        | Albert en Klaas Hakvoort en nazaten van Albert Hakvoort                         |
| 1729    | 1791  | Nieuwe Zijdsvoorburgwal ter hoogte huidige nr. 29                               | Familie Engel                                                                   |
| 1966(?) | 1984  | t Schouw vh Jachtwerf Monnickendam (1966) aan Galgeriet 29                      | t Schouw vh Jachtwerf Monnickendam (1966) aan Galgeriet 29                      |
| 1985    | 2019  | Slot Jachtbouw                                                                  | Familie Slot                                                                    |